# Narciso Tomé
Narciso Tomé (1690, Toro, Španělsko – 1742) byl španělský barokní architekt a sochař.
Spolu s bratrem Diegem v roce 1715 vyzdobili sochami průčelí univerzity ve Valladolidu. Pro katedrálu v Toledu vytvořil známý oltář El Transparente (1721–1732).